# Polydectus
Polydectus is een geslacht van kreeftachtigen uit de klasse van de Malacostraca (hogere kreeftachtigen).

## Soort
- Polydectus cupulifer (Latreille in Milbert, 1812)